# Berliner Frauenpreis
Der Berliner Frauenpreis ist eine Auszeichnung des Landes Berlin. Er wird seit 1987 an Frauen vergeben, die sich mit besonderem Engagement für die Emanzipation der Geschlechter und für die Gleichberechtigung von Frauen einsetzen.

## Ausschreibung und Preisvergabe
Einzelpersonen oder Gruppen können Vorschläge für auszuzeichnende Personen einreichen. Die Preisträgerin soll mindestens eines der folgenden Kriterien erfüllen:
- Besonderes und überdurchschnittliches Engagement für die Emanzipation der Geschlechter
- Zukunftsweisende und innovative Ideen und Konzepte
- Eine Position als Vorreiterin in einem wesentlichen frauenpolitischen Tätigkeitsbereich
- Besonderes Engagement für soziale Gerechtigkeit sowie für die universelle Gültigkeit von Menschenrechten, gegen Rassismus und gegen Antisemitismus

Der Berliner Frauenpreis wird ausschließlich an in Berlin wirkende Frauen von der für das Ressort Gleichstellung/Frauen zuständigen Senatsverwaltung vergeben. Über die Vergabe entscheidet eine unabhängige Jury. Die Verleihung des Preises findet jährlich zum Internationalen Frauentag am 8. März im Rahmen einer Festveranstaltung statt. Der Preis ist mit 5.000 Euro dotiert.

## Preisträgerinnen
Die folgende Auflistung sowie weitere Informationen zu den Preisträgerinnen und ihrem Wirken sind auf der Homepage zum Berliner Frauenpreis hinterlegt. In den Jahren 1989, 1990, 1996 und 1997 konnte der Berliner Frauenpreis aus haushaltspolitischen Gründen nicht vergeben werden.
- 1987 Das Verborgene Museum
- 1988 Die Rundfunksendung Zeitpunkte
- 1991 Die Frauenzeitschrift Ypsilon / Jutta Habermann / Ursula Demitter und Kathrin Weiler
- 1992 Tamara Hentschel / Hildegard von Meier
- 1993 Kristina Eriksson / Sigrid Reiss
- 1994 Lise-Dore Hilbert
- 1995 Constance Schrall, das Autonome Mädchenhaus und BAFF – Bauen für Frauen e. V.
- 1998 Karin Hausen
- 1999 Hoai Thu Loos
- 2000 Maren Kroymann
- 2001 Claudia von Gélieu
- 2002 Gabriele Schaffran-Deutschmann
- 2003 Walfriede Schmitt
- 2004 Seyran Ateş
- 2005 Barbara Kavemann
- 2006 Czarina Wilpert
- 2007 Ilse-Maria Dorfstecher
- 2008 Rita Kantemir-Thomä
- 2009 Sibylle Rothkegel
- 2010 Anke Domscheit-Berg
- 2011 Jutta Allmendinger[3]
- 2012 Sharon Adler[4]
- 2013 Katja von der Bey[5]
- 2014 Feministisches FrauenGesundheitsZentrum[6], vertreten durch Cornelia Burgert, Martina Schröder und Petra Benz
- 2015 Ehrung der bisherigen Preisträgerinnen
- 2016 Gabriele Heinemann[7]
- 2017 Sigrid Evelyn Nikutta[8]
- 2018 Christine Vogler[9]
- 2019 Karin Bergdoll
- 2020 Yvonne Büdenhölzer[10][11]
- 2021 Astrid Landero[12]
- 2022 Mandy Mangler[13]
- 2023 Amal Abbass[14]
- 2024 Heide Pfarr[15]
- 2025 Beatrice Wrenger[16]